# Casa de Miguel Donlope

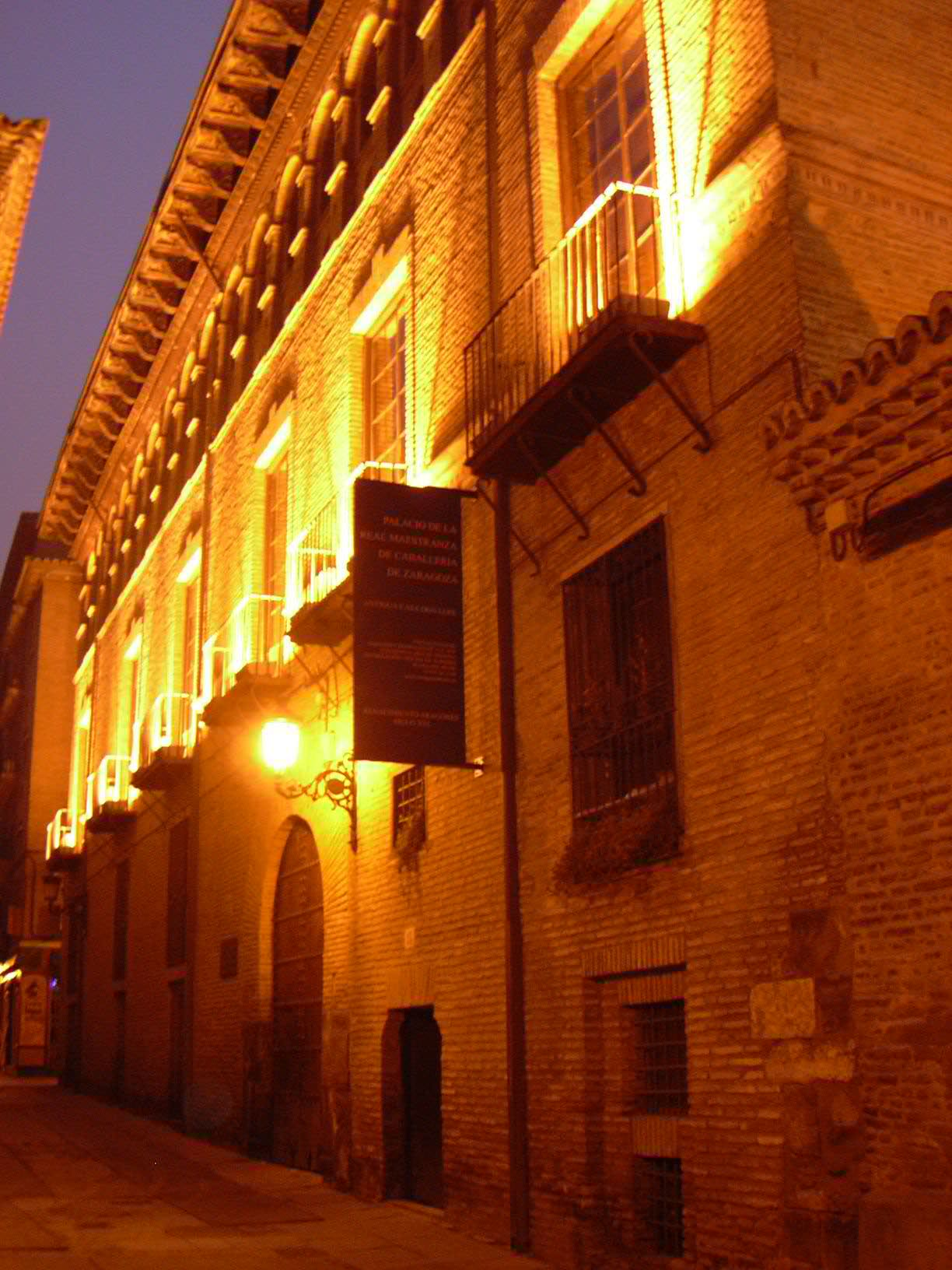
Fachada de la casa.

La casa de Miguel Donlope es un palacio renacentista de Zaragoza, actualmente sede de la Real Maestranza de Caballería de Zaragoza. Situada en la calle Dormer, detrás mismo de la catedral, es uno de los palacios renacentistas aragoneses mejor conservados.
Construida por orden de Miguel Donlope en la tercera y cuarta década del siglo XVI, el edificio se terminó en 1542 aunque las obras de decoración continuaron posteriormente. Miguel Donlope, que provenía de una familia de judíos conversos originarios de Montmesa (Huesca), ejerció durante algún tiempo el cargo de abogado de la ciudad de Zaragoza, con lo que se convirtió en uno de los personajes más importantes de la ciudad. Naturalmente, la inquisición abrió pronto una investigación, que Donlope evitó haciéndose familiar del Santo Oficio.

## El palacio del siglo XVI

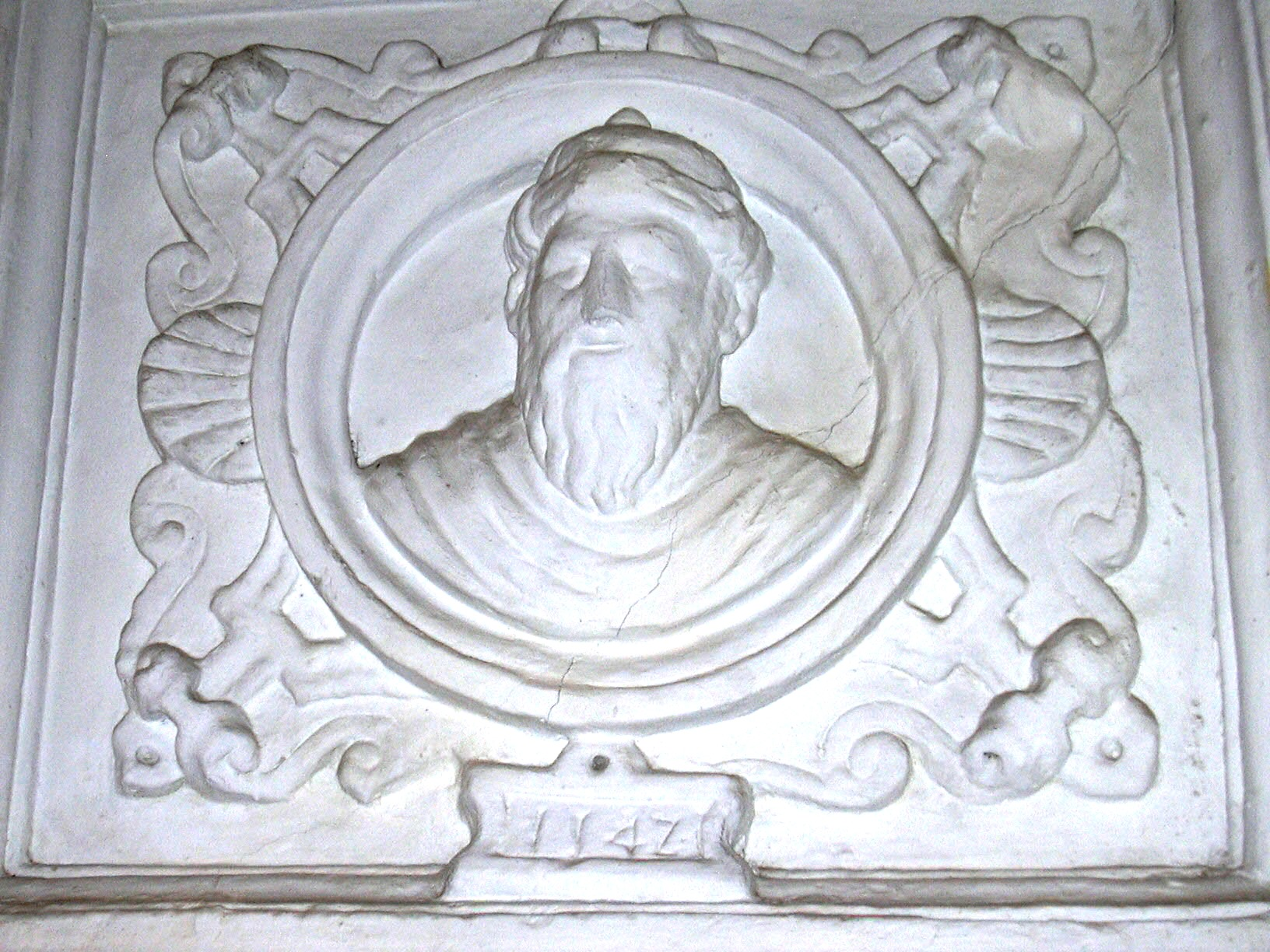
Medallón con imagen de Miguel Donlope.

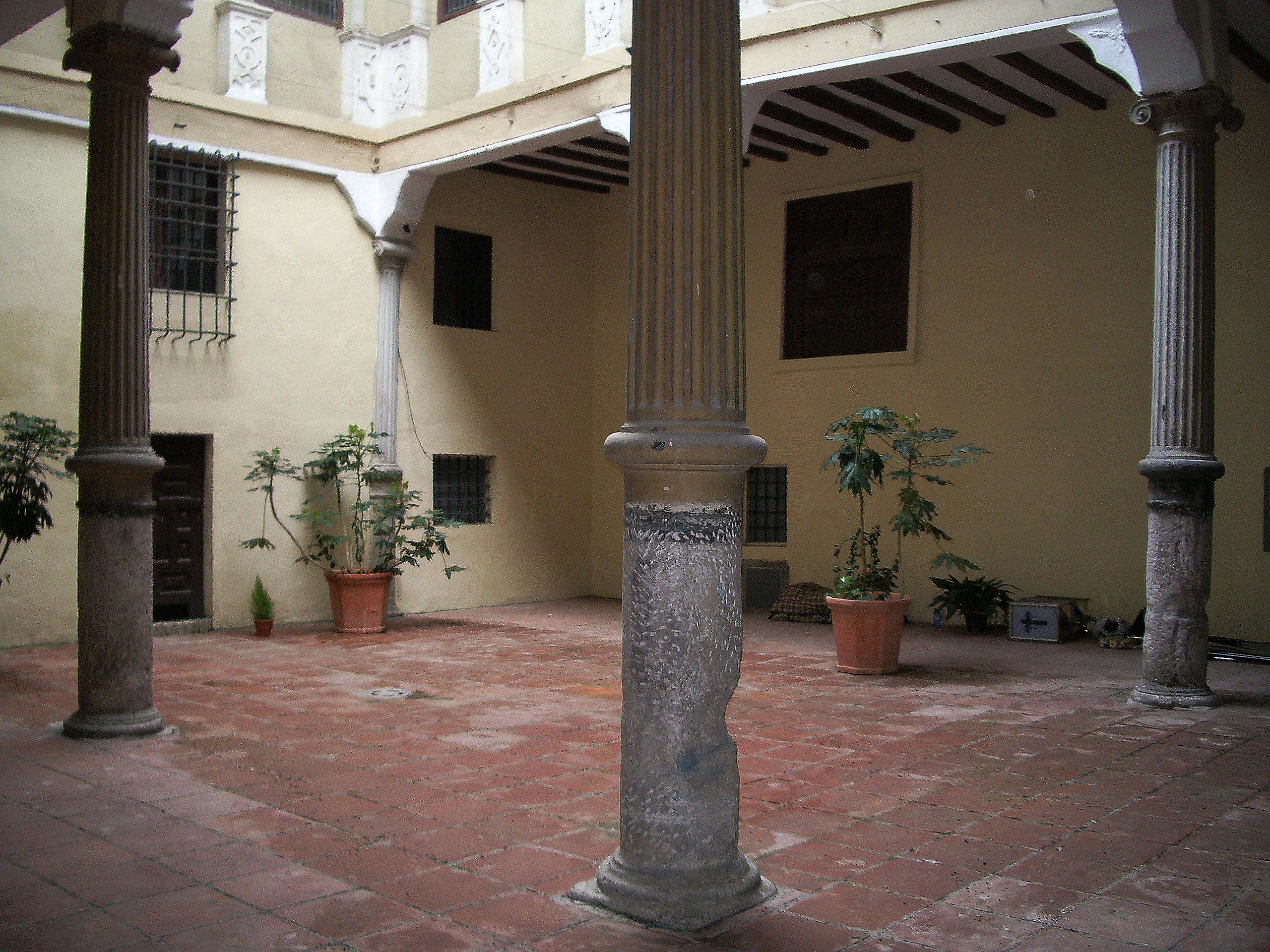
Patio interior con columnas anilladas a 2/3, típicas de la arquitectura renacentista aragonesa.

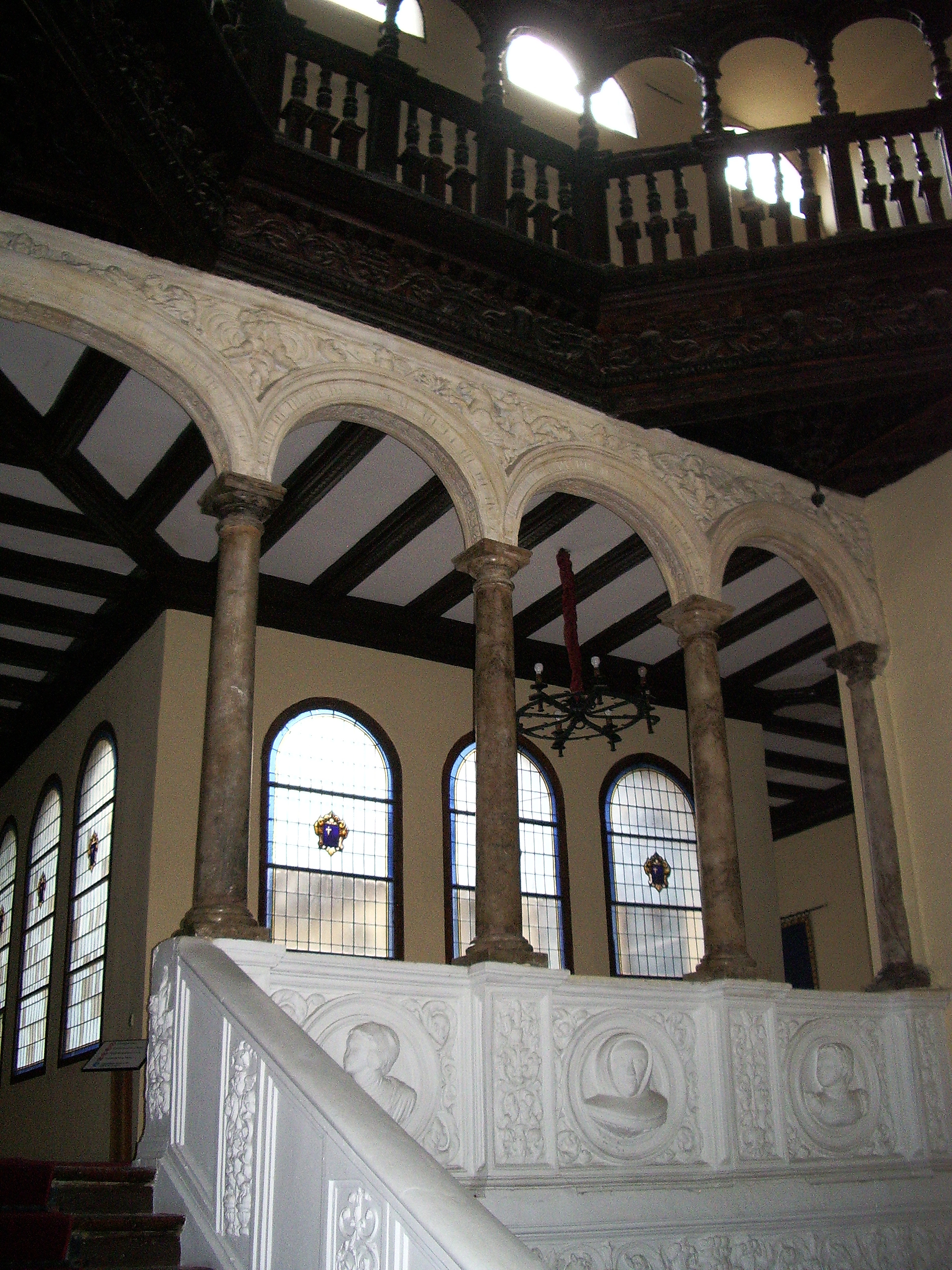
Relieves de la escalera.

Es uno de los primeros palacios que incorporan elementos renacentistas en su construcción. La fachada corresponde a las de los palacios renacentistas aragoneses, lisa con ventanas enrejadas a intervalos regulares en el piso inferior y balcones en la planta noble. Más arriba un mirador de ventanal doblado, óculos en los antepechos y resaltes en las partes bajas, rematado con un alero de los más elaborados que se han conservado, realizado por el fustero Jaime Fanegas. Fanegas, prototipo del hombre del renacimiento, que además de fustero era inventor de ingenios hidráulicos, constructor de puentes (realizó uno sobre el Ebro), etc., siguió los dictados arquitectónicos más modernos del Renacimiento que encontró en su biblioteca. La entrada es actualmente sólo un arco de medio punto, pero hubo en su época una portada realizada por Juan de Landernain.
Tras entrar por la puerta, atravesando el zaguán, se llega a la luna o patio aragonés. El patio, a cielo abierto, está rodeado por 6 columnas jónicas anilladas obra de Landernain que soportan la galería alta. La galería alta, que hace funciones de pasillo de la planta superior, está cerrada por arcos de medio punto muy sobrios y columnas de orden riguroso. A principios del siglo XX la falta de fondos de la Real Maestranza llevó a cerrar el último tramo del patio y añadirlo a la casa contigua que fue alquilada para viviendas.
Actualmente se encuentra en el patio, en el arranque de la escalera claustral, una estatua de Santiago Matamoros. La escalera arranca de dos columnas jónicas rematadas por yeserías de figuras mitológicas. El pretil de la escalera es resultado de una restauración moderna, al igual que el busto central de los tondos del pretil de la galería superior. Sin embargo, los dos laterales son del siglo XVI y es posible que representen a familiares de Donlope.

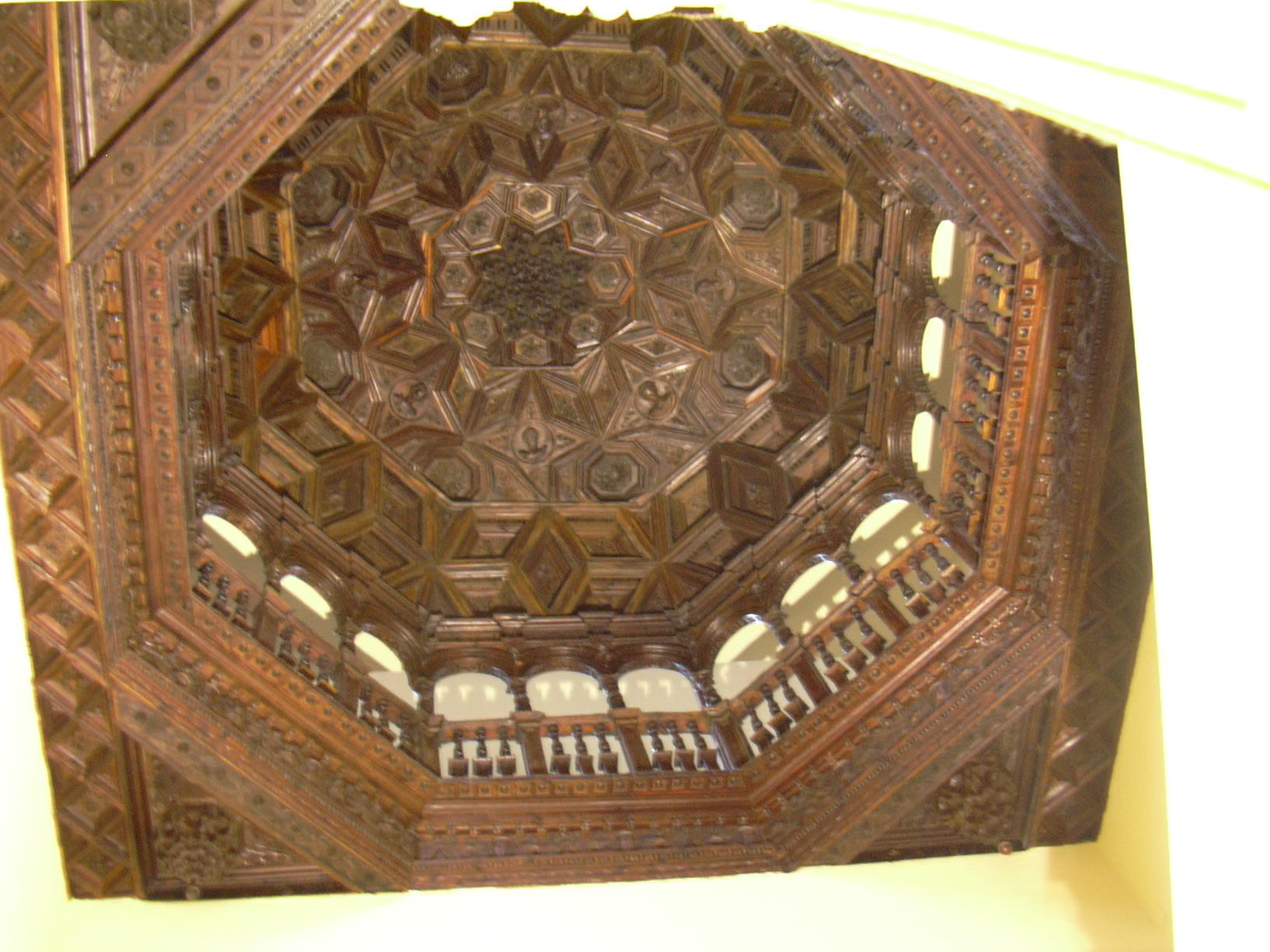
Techumbre mudéjar

Sin duda, la obra más espectacular de las conservadas en el palacio es la techumbre de la caja de la escalera. En forma de cúpula, es un trabajo en madera sin pintar que el fustero valenciano Bernat Giner realizó en 1554, en el que se combina de forma magistral el antiguo estilo mudéjar con el nuevo estilo rencentista. Los mocárabes, las estrellas y las lacerías del estilo mozárabe se combinan con los bustos, medallones, grutescos y casetones octogonales rencentistas. Está elevada sobre un corredor abierto soportado por arcos de medio punto que recuerda al del Salón del Trono de la Aljafería.
Del palacio original del siglo XVI sólo se han conservado tres salas en su forma original, empleadas actualmente por la Real Maestranza. A destacar las techumbres de madera también realizadas por Bernat Giner, de nuevo combinando los estilos mudéjar y renacentista. 

## La sede de la Real Maestranza de Caballería de Zaragoza
El 24 de junio de 1912 el palacio fue adquirido por la Real Maestranza de Caballería de Zaragoza como sede permanente a María Pilar Jordán de Urríes Azara. Como ya se ha mencionado, una pequeña parte del palacio fue convertido en viviendas, pero el resto ha sido restaurado y conservado.
En el interior de las dependencias de la planta noble, se encuentra una colección de retratos de los reyes de España. Además un tapiz con la figura de San Jorge de principios del siglo XVI cuelga en una de las salas.